# Serge Gauthier
Serge Gauthier (1958 – ) est un docteur en ethnologie, historien, auteur de plus d'une trentaine de livres publiés chez divers éditeurs québécois.

## Carrière
Serge Gauthier est spécialiste de l'histoire et de l'ethnologie de la région de Charlevoix,. Il  a publié en 2006 le livre Charlevoix ou la création d'une région folklorique aux Presses de l'Université Laval, et il est aussi co-auteur de L'Histoire de Charlevoix de l'INRS-Culture et Société.
Il est président de la Société d'histoire de Charlevoix depuis 1984, rédacteur à la Revue d'histoire de Charlevoix depuis 1985, chercheur au Centre de recherche sur l'histoire et le patrimoine de Charlevoix, il a permis la sauvegarde de la forge Riverin de La Malbaie en 2016.

## Honneur
La Médaille de l'Assemblée Nationale lui a été remise en 2014.